# Oplontis

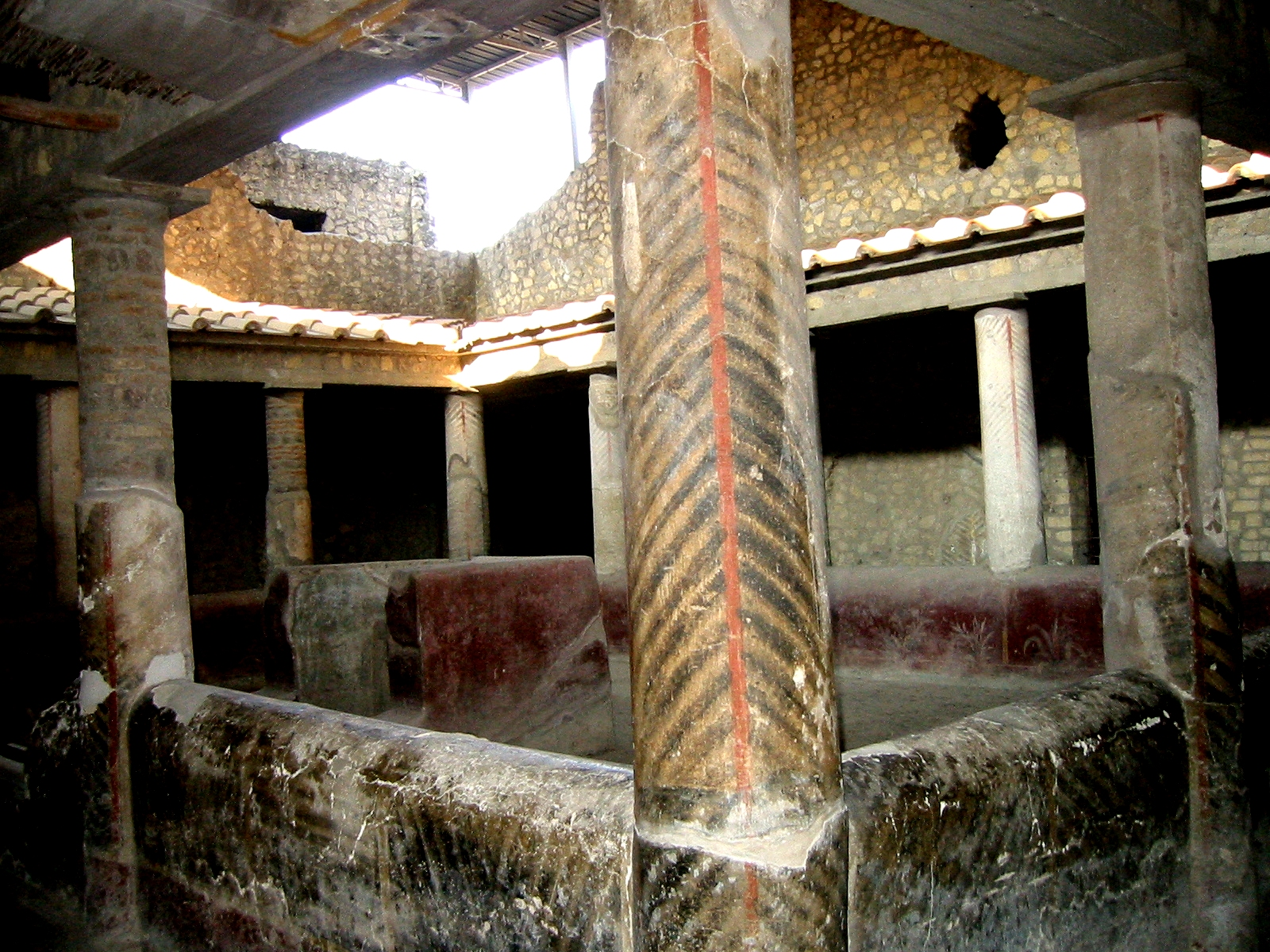
Villa di Poppea, perystyl

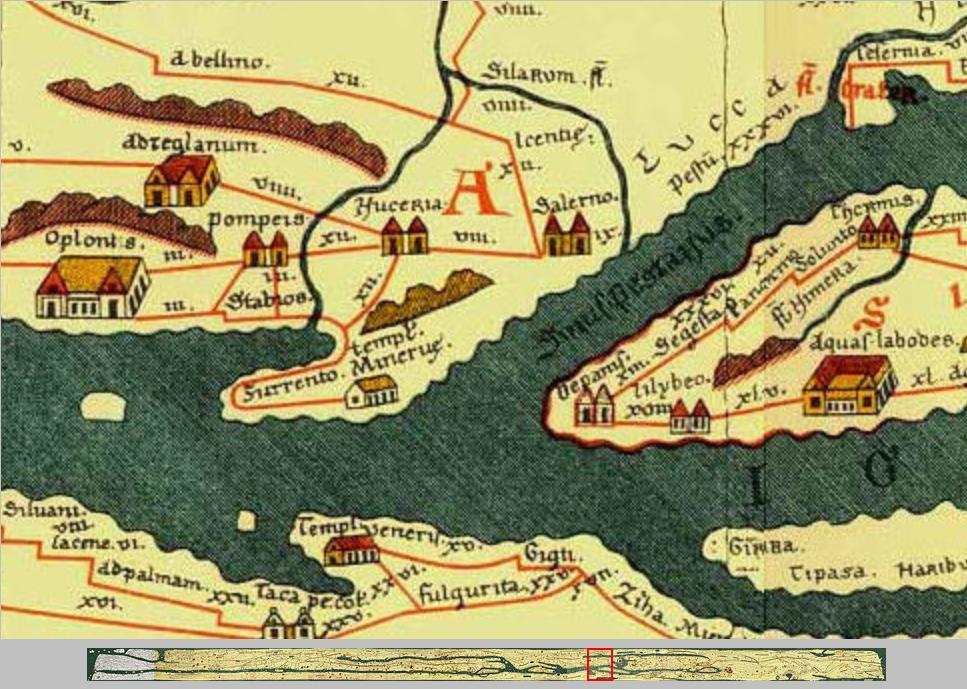
Oplontis na mapie Tabula Peutingeriana.

Oplontis – nadmorskie miasto antyczne, które znajdowało się w pobliżu Pompei. 24 sierpnia 79 roku, wybuch Wezuwiusza pogrzebał je w głębokiej warstwie popiołu. Obecnie kompleks archeologiczny znajduje się w środku nowoczesnego miasta Torre Annunziata.
Nazwa Oplontis jest znana jedynie z Tabula Peutingeriana, XIII-wiecznej kopii antycznej mapy przedstawiającej sieć drogową we Włoszech w okresie Cesarstwa Rzymskiego. Nazwa Oplontis odnosi się do budynków między Pompejami i Herkulanum.
Do tej pory archeolodzy zidentyfikowali dwa stanowiska: Oplontis A (Villa di Poppea - willa Poppei Sabiny, żony Nerona) i Oplontis B (Villa di Lucio Crasso Tertius).

## Odkrycie
Pierwsze oficjalne prace wykopaliskowe w XVIII wieku przeprowadził Francesco La Vega, który odkrył kanał wodny widoczny obecnie w południowej części kompleksu Willi Poppei. Prace te zostały jednak przerwane z powodu toksycznego powietrza.
W 1839 roku rozpoczęto prace w okolicy perystylu oraz w kwaterze służących. Odkryto wówczas fontannę w ogrodzie oraz wąskie cunicula prowadzące do wschodniej części kompleksu. W 1840 roku wykopaliska wstrzymano z powodu braku pieniędzy. Państwo nabyło obiekt, uznając jego znaczenie archeologiczne.
Systematyczne prace wykopaliskowe rozpoczęły się w 1964 roku. Badania te prowadzone były według nowoczesnych kryteriów oraz przy pomocy istniejącej dokumentacji, która umożliwiła stopniową rekonstrukcję elewacji i dachów oraz restaurację malowideł i podłóg. Wykopaliska sięgające głębokości 8 metrów prowadzili Alfonso De Franciscis i Stefano De Caro.
W 1974 roku podczas budowy szkoły odkryto Oplontis B tzw. Villa di Lucio Crasso Tertius znajdującą się 200 metrów na wschód od Willi Poppei. Wykopaliska na terenie tego kompleksu nie są zakończone, gdyż jest on zasłonięty przez współczesne zabudowania.
W 1997 roku Oplontis zostało wpisane na listę światowego dziedzictwa UNESCO.